# ŽNK Ilovac Karlovac
ŽNK Ilovac je ženski nogometni klub iz grada Karlovca.

## Povijest
Ženski nogometni klub Ilovac osnovan je u veljači 2007. godine. 

## Poveznice
- Hrvatski nogometni savez

## Vanjske poveznice
- Osnovan ŽNK Ilovac